# Głaz w Iwierzycach
Głaz polodowcowy w Iwierzycach – głaz narzutowy w miejscowości Iwierzyce.
Głaz w Iwierzycach o wymiarach wystającej części 3,3 x 1,75 x 1,5m jest największym głazem polodowcowym znajdującym się na terenie województwa podkarpackiego.
Nazywany jest też "Diablim Kamienień" gdyż wedle legendy szatan miał go użyć do zniszczenia pobliskiego kościoła w Nockowej. Inna jego nazwa to "koło Groblorza", jako że niedaleko niego (koło pobliskiej grobli) mieszkał sługa dworu w Iwierzycach. Sługa ten zajmował się głównie odstrzeliwaniem bezpańskich psów. 